# Ekwiwalent subsydiowania producenta
Ekwiwalent subsydiowania producenta (ang. Producer Subsidy Equivalent, PSE)  – miara służąca do określenia wielkości wsparcia producentów rolnych w ramach polityki rolnej kraju. Koszty transferów pokrywane są przez konsumentów lub podatników. Za transfery uważa się zarówno dopłaty bezpośrednie, subsydia do środków produkcji jak i doradztwo czy edukacje rolniczą. PSE może przyjmować wartości mniejsze lub większe od zera.

## Sposób obliczania PSE
- Wartość PSE dla produktu: (Pp - Pt) x Qp + Sp

- PSE na jednostkę wartości produktu w %: PSE/ Vp x 100

- PSE na jednostkę ilości produktu zł/kg: PSE/Qp

Gdzie:
- Qp – ilość produkcji danego produktu rolniczego
- Vp – wartość produkcji danego produktu rolniczego
- Pp – średnia cena uzyskiwana przez producenta
- Pt – średnia cena uzyskiwana w eksporcie krajowym lub średnia w eksporcie/imporcie (CIF)
- Sp – kwota subsydiów (dla producentów) mających wpływ na wzrost produkcji w krótkim okresie